# 19 Part One: Boot Camp
19 Part One: Boot Camp és un videojoc creat per Cascade Games el 1988. Va sortir per Commodore 64 i ZX Spectrum. La inspiració del videojoc ve de dos llocs - el videojoc recreatiu Combat School i la cançó 19 de Paul Hardcastle, que tracta sobre la Guerra del Vietnam.
El jugador controla un soldat en diversos escenaris d'entrenament, incloent-hi curses d'obstacles, pràctiques de tir i conducció de Jeep.

## Jugabilitat
El videojoc es basa en 4 nivells:

Cada esdeveniment té nivell té vuit rondes (tot i que només cal completar-ne una per avançar a la secció següent) i cada ronda s'ha de completar per obtenir una qualificació completa. Fotografia de la versió de Commodore 64 mostrant la jugabilitat típica.

El nivell 1 és una cursa d'assalt - el jugador ha de guanyar velocitat prement de la palanca direccional (o prement el joystick cap a la dreta), llavors prémer el botó d'acció per restablir l'energia.
El nivell 2 és una prova de tir. L'objectiu és disparar els soldats enemics que van apareixent, i intentar no disparar les dones i els nens. Per cada soldat eliminat el jugador guanya 50 punts, per abatre una dona o un nen es perden 1000 punts.
El nivell 3 és una prova de conducció, amb la vista del jugador darrere el cotxe i l'objectiu és córrer al llarg de la pista. Els obstacles s'han d'evitar, però hi ha una varietat de diversos objectes, com caixes de munició o bidons, que en agafar-los es guanyen punts extra.
El nivell 4 és un beat 'em up, en el qual el jugador ha d'abatre el Master Sergeant (anomenat "sargeant" al videojoc) en un temps limitat.

## Crítica
Les crítiques van ser generalment positives. CRASH va premiar el videojoc com el CRASH Smash amb un 91%, Sinclair User li va posar un 8/10 i Your Sinclair un 7/10.
En Chris Jenkins de Sinclair Userva dir sobre el videojoc que "If you don't mind the inevitable wait for the multi-load, it's a corker.", En Nick Roberts de CRASH' va declara que "Each training event could be released separately as an individual game and it would still be worth the money!", mentre que Marcus Berkmann Your Sinclair va dir "it's only the Shooting Range that's really special".

## Continuació
Es va planejar fer una continuació, 19 Part 2: Combat Zone, que prenia les accions en una zona de combat real. Els jugadors podien practicar en la Part 1 i llavors podien desar el seu resultat/personatge per a ser carregat en la segona part.